# Jasper Geerards

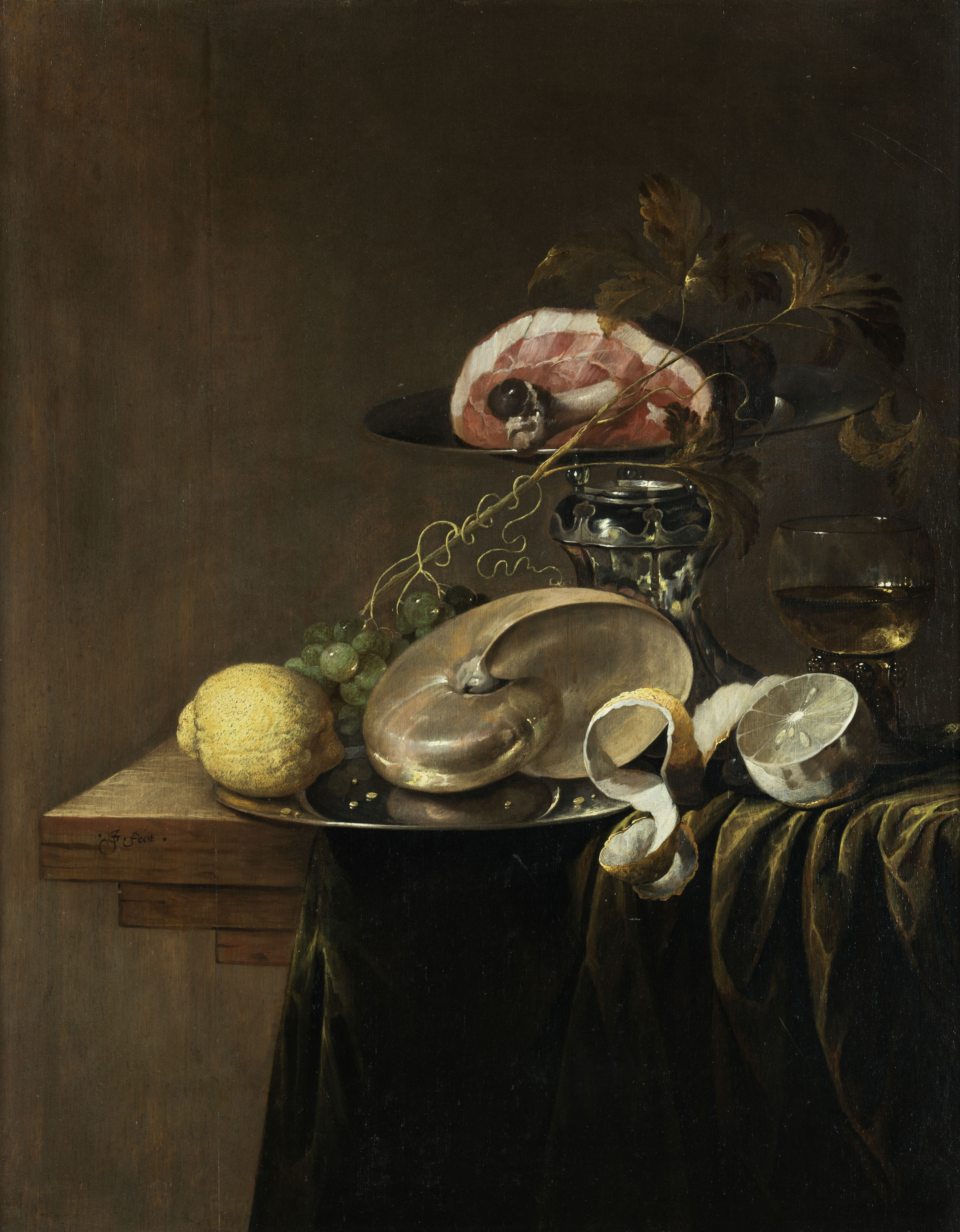
Stilleven met nautilus (Jasper Geerards)

Jasper Geerards (Antwerpen, ca. 1620 – Amsterdam, voor 19 oktober 1654) was een Vlaams schilder, een kleine meester die zich specialiseerde in stillevens en in het bijzonder pronkstillevens. Hij was actief in Antwerpen en Amsterdam.
Er is zeer weinig met zekerheid bekend over het leven van Geerards. Men neemt aan dat hij rond 1620 in Antwerpen is geboren. Hij volgde zijn opleiding in Antwerpen, waar hij in 1634 als leerling werd ingeschreven bij het Sint-Lucasgilde. Het is mogelijk dat hij een tijdje een leerling was van de vooraanstaande Nederlandse stillevenschilder Jan Davidsz. de Heem, die zich in 1636 in Antwerpen vestigde. In 1644 werd hij meesterschilder. 
Na zijn loopbaan in Antwerpen te zijn begonnen verhuisde hij naar Amsterdam. Hij stierf tussen augustus 1649, de datum waarop hij aangifte deed van de diefstal van een stilleven, en 19 oktober 1654, de datum van een notarieel document waarin zijn vrouw Anna Geerardi als weduwe wordt genoemd.
Het is moeilijk om een stilistische evolutie in zijn werk vast te stellen, aangezien er slechts enkele gedateerde werken bekend zijn: één gedateerd 1646 en twee gedateerd 1648. Zijn werk toont hem vooral als een volgeling van Jan Davidsz. de Heem.
Hij signeerde zijn werken met J of Jasper Geerards of Geerardi. 
- RKD-Nederlands Instituut voor Kunstgeschiedenis: 30624
- Union List of Artist Names: 500003681
- Virtual International Authority File: 95702953